# Национален отбор по футбол на Уганда
Националният отбор по футбол на Уганда, известен като „Жеравите“, е представителният отбор на Република Уганда, организиран от Угандийската футболна асоциация.
Най-големия си успех постига на Купата на африканските нации през 1978, когато става вицешампион на континента.

## История
- Първи международен мач: Кения – Уганда 1:1, 1 май 1926, Найроби
- Най-изразителна победа: Уганда – Джибути 10:1, 9 декември 2001, Кигали
- Най-тежка загуба:
  - Тунис – Уганда 6:0, 28 февруари 1999, Тунис
  - Египет – Уганда 6:0, 30 юли 1995, Александрия

## Футболисти
- Тенива Бонсеу
- Джоузеф Масайяге, вратар
- Чарлз Мбабази
- Маджид Мусиси
- Филип Омонди, голмайстор на Африканското първенство по футбол през 1978
- Юджийн Сепуя

## Треньори
- Мохамед Абас